# 160P/LINEAR
160P/LINEAR (też: LINEAR 43) – kometa krótkookresowa z rodziny komet Jowisza.

## Odkrycie
Kometę tę odkryto 15 lipca 2004 roku w ramach projektu LINEAR.

## Orbita komety i właściwości fizyczne
Orbita komety 160P/LINEAR ma kształt elipsy o mimośrodzie 0,48. Jej peryhelium znajduje się w odległości 2,07 j.a., aphelium zaś 5,88 j.a. od Słońca. Jej okres obiegu wokół Słońca wynosi 7,92 roku, nachylenie do ekliptyki to wartość 17,28°.
Średnica jądra tej komety to maks. kilka km.